# Plinius de Oudere
Gaius Plinius Secundus maior (Como, in 23 of 24 na Chr. - nabij Stabiae, 25 augustus 79), bijgenaamd maior, ofwel de Oudere, ter onderscheiding van zijn gelijknamige neef Plinius de Jongere, was een Romeins militair, letterkundige en amateur-wetenschapper.

## Biografische gegevens
Plinius de Oudere werd geboren te Novum Comum, het latere Como, in 23 of 24 n.Chr. Hij kwam om het leven in de buurt van Stabiae door de gevolgen van de uitbarsting van de Vesuvius op 25 augustus 79. Hij stierf vermoedelijk aan de gevolgen van het inademen van giftige vulkanische dampen. Dit effect werd versterkt door een aandoening aan zijn luchtwegen.
Hij kwam uit een rijke familie, wat betekent dat hij ten minste 400.000 sestertie in bezit had. Het was voor hem hierdoor mogelijk om te studeren.
Plinius was Romeins ridder onder de keizers Claudius, Nero en Vespasianus en advocaat en adviseur gedurende het keizerschap van Vespasianus.
Plinius de Oudere kwam naar Rome om voor een onbekende tijd in het leger te dienen. Hij zou naar Germanië zijn gegaan in de cavalerie. Zijn eenheid was gestationeerd in Xanten (Castra Vetera) aan de Neder-Rijn. Plinius zou terug  zijn gekomen in Rome voor of in het jaar 52 waarschijnlijk om Pomponius naar Rome te vergezellen. Een andere bron vertelt ons echter dat hij dienst deed in het leger in Germanië in de periode 46-58.
Plinius de Oudere was onder Vespasianus vaak afwezig vanwege staatszaken op vele plaatsen in het Romeinse Rijk. Ondanks deze bezigheden besteedde hij het grootste deel van zijn tijd als lezer en schrijver. Hoewel hij niet kritisch was en vaak bijna overhaast te werk ging, had hij een enorme dorst naar kennis van alles om hem heen. Door de woordkeuze in het enige overgebleven werk van Plinius, Naturalis Historia, is op te maken dat Plinius vijandig stond tegenover keizer Nero. Dit zou verklaren waarom Plinius de Oudere veel minder actief op politiek gebied gedurende de heerschappij van Nero in vergelijking met de periode waarin Vespasianus keizer was. Mede door deze activiteit gedurende de heerschappij van Vespasianus schreef hij zijn twee bekendste werken, A fine Aufidi Bassi (Vanaf het slot van Aufidus Bassus; dit werk is verloren gegaan) en de Naturalis Historia.
Gedurende zijn leven sliep Plinius de Oudere weinig. Hij wilde geen oog dichtdoen om te voorkomen dat hij iets van het leven zou missen: Vita vigilia est (het leven is wakker zijn). Om nog beter zijn tijd te benutten, zou hij zich tijdens het eten en het baden voor laten lezen en zou hij aantekeningen laten maken. Later verzamelde hij alle feiten die hij had gevonden gedurende zijn leven in het werk Naturalis Historia.
Plinius de Oudere kwam om nabij Stabiae door de uitbarsting van de Vesuvius. De dood van Plinius de Oudere is beschreven in de Epistulae VI, 16 van Plinius de Jongere, voor wie Plinius de Oudere tegelijkertijd oom en adoptievader was. Plinius de Oudere wilde vanuit Misenum naar de Vesuvius zowel om de mensen daar te redden als om op onderzoek  uit te gaan. Hij zou zijn omgekomen door ademhalingsproblemen, veroorzaakt door de combinatie van astma en het stof dat door de vulkaan in de lucht zat. Andere bronnen zeggen dat Plinius een boodschap had gekregen van een dame in nood die hij wilde redden. Hierdoor stierf hij op het strand van de baai van Napels doordat hij zich te dicht bij de vulkaan had gewaagd.  Het is een toepasselijk einde voor een man met een dergelijke lust naar kennis.

## Werken
Van de ongeveer 160 collecties van uittreksels die uit Plinius' verzamelwoede voortkwamen, is enkel de in het jaar 77 of 78 na Chr. aan keizer Titus opgedragen Naturalis Historia bewaard (in 2004 vertaald als De wereld).
Daarnaast zijn de titels van sommige werken overgeleverd.
- Over het nut van speerwerpers in de cavalerie (de laculaione equestri). Dit boek schreef hij toen hij zelf de leiding had over een eenheid van de cavalerie.[2]
- Over de Germaanse Oorlogen. Dit was een verzameld werk met daarin alle tot op dat moment voltrokken oorlogen met Germanië. Het is niet duidelijk waarom dit boek is geschreven. Sommige bronnen zeggen dat Plinius werd bezocht door de geest van Drusus in een droom, die zei dat zijn herinnering niet dood mocht gaan. Drusus wilde een groter deel van Germanië veroverd hebben. Andere zeggen dat hij het schreef omdat hij ervaring in die oorlog had. Het boek omschreef de geschiedenis van de oorlog in Germanië in zijn tijd, verdeeld over twintig delen.[2]
- Twijfelachtige Rede (dubii sermonis octo). Dit is een verhandeling over grammatica en variaties in het gebruik van taal. Hij scheef het in acht delen, tijdens de heerschappij van Nero.[2]
- Over het leven van Pomponius de Tweede (de vite pomponii secundi). Over het leven van Publius Pomponius de Tweede, een invloedrijke vriend van Plinius de oudere.[6] Pomponius was na 37 de leraar van Plinius[9].
- Studiosus. Dit boek is geschreven in drie delen of in zes delen. Het is geschreven gedurende de terugtrekking uit de rede en politiek van Plinius ten tijde van de heerschappij van Nero. Het boek is een handboek over de retorica. Het enige fragment dat we bezitten gaat over het haar van een redenaar.[6]
- Dubius Sermo. Twijfelachtige discussie. Dit boek ging over problemen met en variaties in het gebruik van taal. Er zijn een aantal fragmenten bekend doordat latere schrijvers hem hebben geciteerd.[6]
- De beboeting van Aufidi Bassi. Dit is waarschijnlijk het meest ambitieuze werk van Plinius de Oudere wat de jaren 50 tot 71 beschrijft. Het succes van dit boek duurt maar kort door de opkomst van Tacitus.[6]

### Naturalis Historia
Het bekendste werk is De wereld of ook wel Kennis van de Natuur (Naturalis historia). Het is een opus vol feiten en humor waarvan 37 van de in totaal meer dan 100 boeken bewaard zijn gebleven en daarmee het enige werk van Plinius de Oudere dat wij nog bezitten. Dit werk bevat vele feitelijke onjuistheden, voornamelijk door overhaast werk van Plinius en het feit dat het met humor geschreven is, maar is toch een van de belangrijkste bronnen voor vele aspecten van de Romeinse cultuur en historie. Plinius de Oudere voorziet zijn werk op meerdere plaatsen van kritiek op door hem gevonden informatie, maar deed zelf geen onderzoek. Plinius de Oudere had geen aanleg voor metafysica, natuurkunde of wiskunde, wat waarschijnlijk de reden is waarom het boek op een vlotte, humoristische manier is geschreven en niet op een theoretische manier zoals gebruikelijk is voor een encyclopedie.
Plinius de Oudere was een moralist. Hij gaf daarom kritiek op overdreven luxe, maar opvallend is dat hij ook kritiek leverde op de respectloze manier waarmee mensen met de aarde omgaan.  Het is een klein wonder dat de Naturalis Historia de middeleeuwen heeft overleefd. De reden hiervoor is dat het werk in de late klassieke oudheid en in de Donkere Eeuwen die daarop volgden veel is gebruikt als naslagwerk en door zijn autoriteit op vele gebieden, overleefde het boek het eerste deel van de middeleeuwen zonder al te grote problemen. In de Renaissance werd het boek weer populair, totdat humanisten alle fouten in het boek ontdekten. Ondanks die ontwikkeling is het boek niet verdwenen door de historische waarde die het boek op dat moment al had verkregen.
De boeken van de Naturalis Historia zijn gerangschikt op onderwerp. 
- Boek I bevat bronnen.
- Boek II gaat voornamelijk over kosmologie.
- De boeken III tot en met VI gaan over de geografie over de gehele toen bekende wereld.
- Boek VII behandelt antropologie.
- De boeken VIII tot en met XI behandelen samen een groot deel van het dierenrijk inclusief landdieren, zeedieren, vogels en insecten.
- De boeken XII tot en met XIX gaat het vervolgens over plantkunde en het onderhouden van een boerderij. In boek XVI beschrijft hij het boomloze land van de Chauken tussen de Noordzee en de wouden, waar mensen op terpen wonen en aarde als brandstof gebruiken. Dit is een van de eerste beschrijvingen van grondgebied van het huidige Nederland.
- De boeken XX tot en met XXXII gaan over medicijnen, magie en water.
- De boeken XXXIII tot en met XXXVII gaan over metallurgie en mineralogie.

Alle andere delen zijn verloren gegaan. Algemeen kan gesteld worden dat Plinius de Oudere niet erg verzorgd en wetenschappelijk te werk ging.